# Palacio consistorial del VII Distrito de París
El palacio consistorial del VII Distrito de París u Hôtel de Villars es el edificio que alberga los cargos electos y los servicios municipales del 7 distrito de París, Francia. Está ubicado en el 116 de la rue de Grenelle.

## Historia
Construido como hotel particulier del président à mortier Jacques le Coigneux fue construido entre 1645 y 1657.
Claude Louis Hector de Villars lo alquiló y luego compró en 1710 para convertirlo en su hogar parisino. Lo hizo equipar Germain Boffrand. Entre 1714 y 1717, se amplió hacia el oeste con un nuevo edificio conocido como petit hôtel de Villars.
La ciudad de París lo compró en 1862 por 1 350 000 francos, y los accesorios fueron realizados por Joseph Uchard El 11 de agosto de 1865, el consistorio del VII Distrito fue trasladado del 7 de la rue de Grenelle al 116.
La fachada del edificio que da al jardín está catalogada como monumento histórico por orden del 15 de mayo de 1926.
La cámara del consejo lleva el nombre de "Salle Frédéric-Dupont", en honor al exalcalde Édouard Frédéric-Dupont.

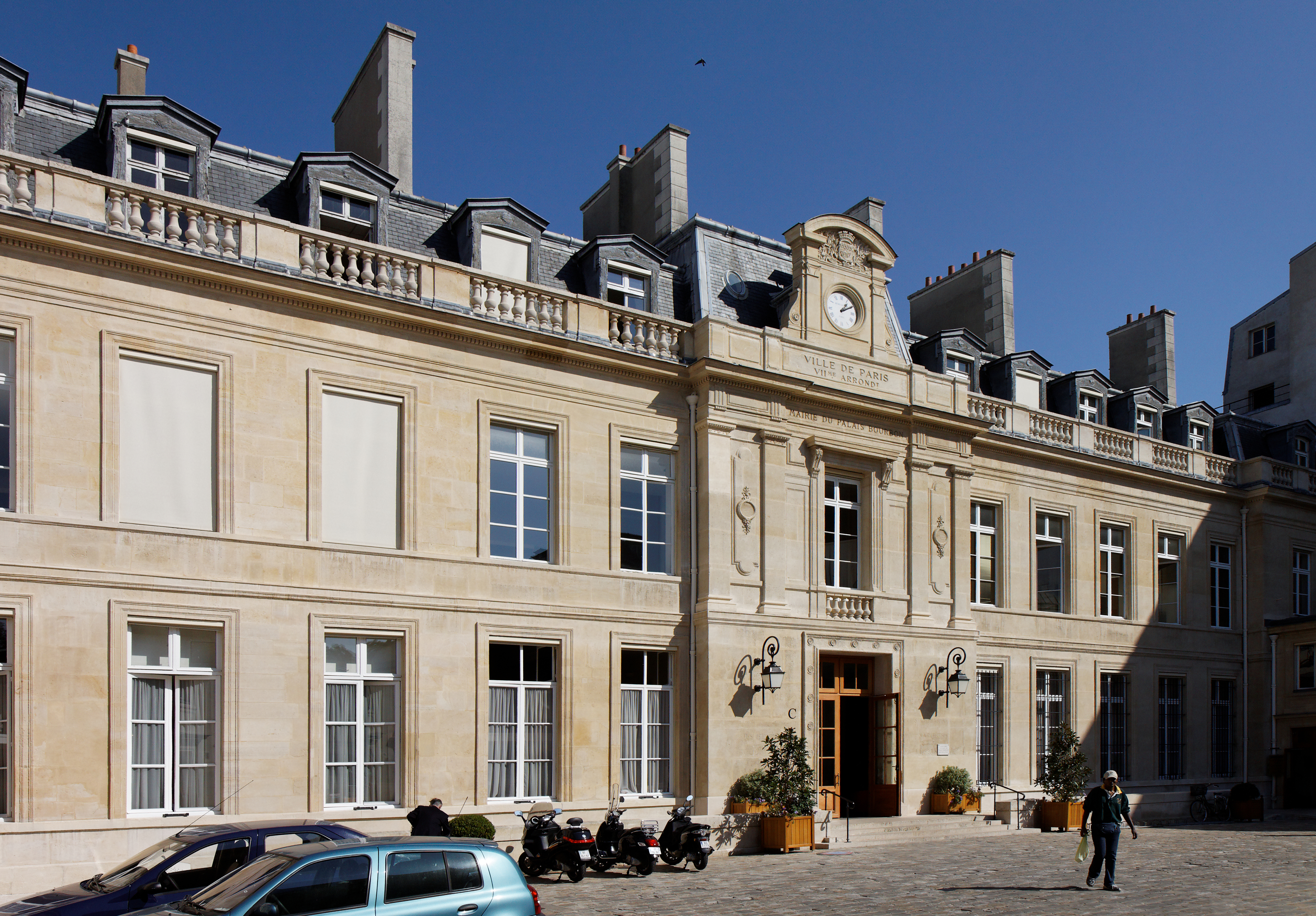
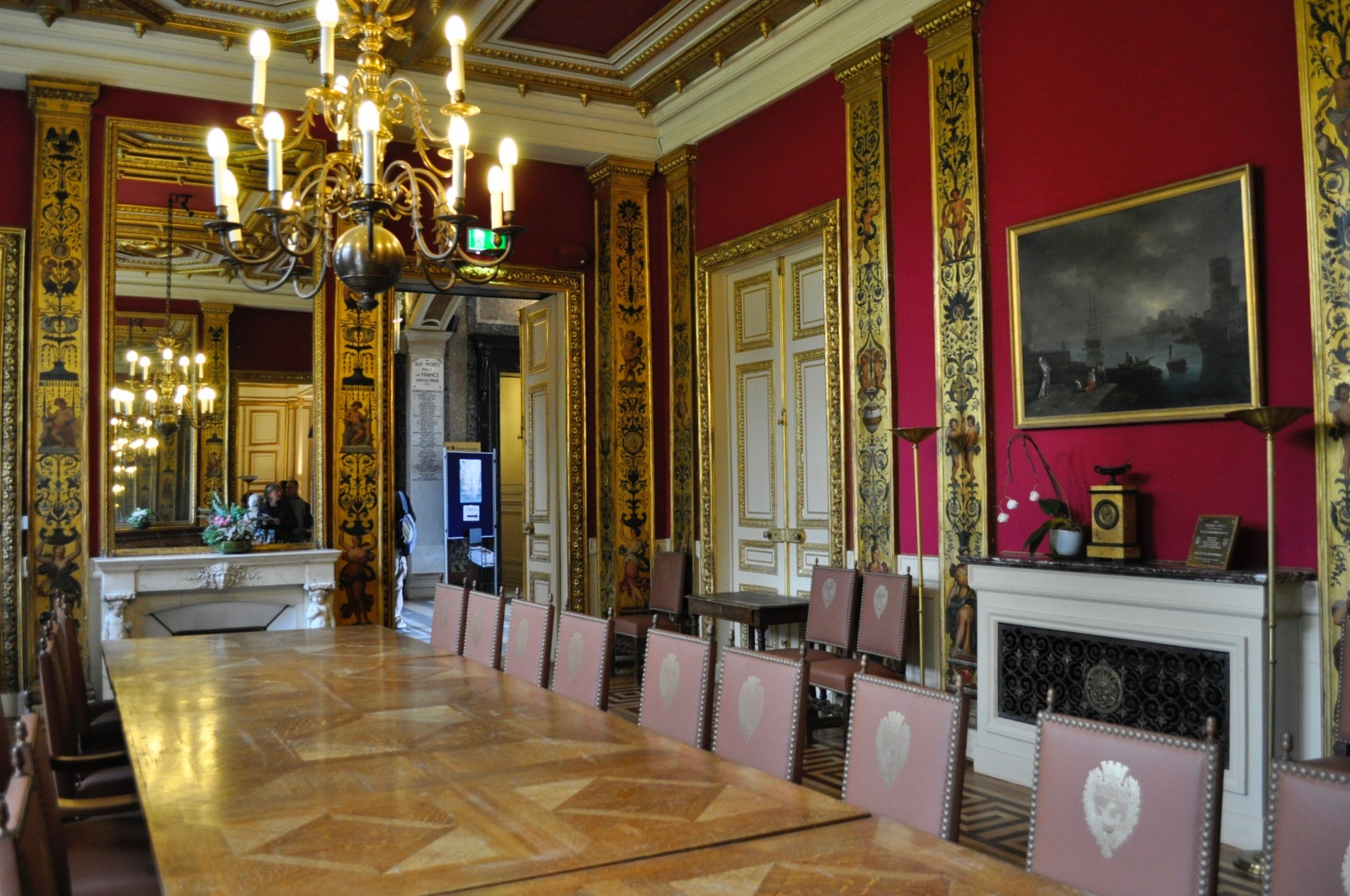
Cámara del Consejo
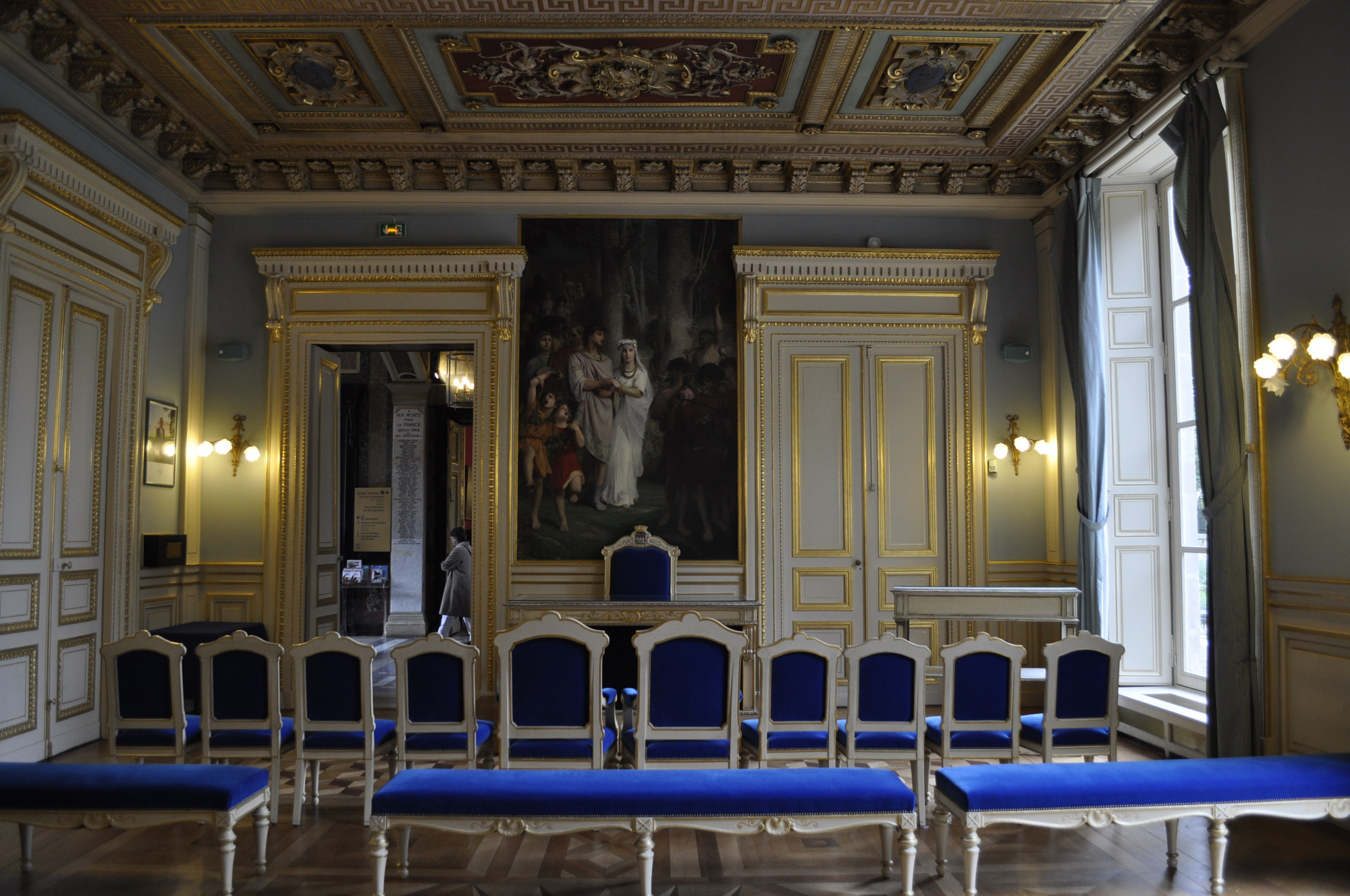
Salón de bodas